# هند کامل
هند کامل (زادهٔ ۲۱ فوریهٔ ۱۹۵۷) کارگردان فیلم، و هنرپیشه اهل عراق و اکنون ساکن اردن است.
از فیلم‌ها یا برنامه‌های تلویزیونی که وی در آن نقش داشته‌است می‌توان به ویران‌شده اشاره کرد.